# Commodus als Hercules
Het portret van Commodus als Hercules is een marmeren buste uit de collectie van de Capitolijnse Musea in Rome. Het 133 cm hoge beeld geldt als een meesterwerk van de Romeinse portretkunst.

## Herkomst
In de laatste jaren van zijn regeerperiode was Commodus volledig in de greep van zijn grootheidswaanzin. Hij identificeerde zich met Hercules en liet zich ook zodanig afbeelden, bijvoorbeeld op munten. Omdat dergelijke beelden na de dood van de keizer in 193 moesten worden vernietigd, is het voorbeeld in de Capitolijnse Musea een zeldzaam gaaf exemplaar. Het werd in 1874 gevonden in een cryptoporticus van een gebouwencomplex in de Tuinen van Lamianus op de top van de Esquilijn. De onderzoekers troffen ook twee tritons aan die Commodus vroeger hebben geflankeerd. Mogelijk hielden zij een parapetasma (een soort gordijn) boven de keizer-held vast.

## Voorstelling
Het gaat hier waarschijnlijk om een realistisch portret van Commodus, die hier sterk lijkt op Marcus Aurelius, zijn vader. Het beeld vertoont ook gelijkenis met munten die rond 190 gedateerd kunnen worden. De ogen van keizer puilen een beetje uit en zijn half gesloten. Het gelaat valt verder op door zijn langgerekte vorm, de scherpe neus en de volle snor. Zijn krullende baard en haar lopen naadloos in elkaar over en zijn diep uitgehakt, wat een opvallend effect van licht en donker teweegbrengt.
Commodus draagt verschillende attributen van Hercules. In de eerste plaats de huid van de leeuw van Nemea, waarvan de kop op het hoofd van de keizer rust. De poten hangen geknoopt op zijn borst, een met de onderkant naar voren, de andere omgedraaid. De leeuwenkop zorgt voor een schaduw die het hoofd omringt en benadrukt. In zijn rechterhand houdt Commodus een knuppel en de appels van de Hesperiden in zijn linker. De buste rust op een ingewikkelde allegorische voorstelling: twee amazonen (waarvan er een verloren is gegaan) flankeren twee hoorns des overvloeds op een bol waarop de symbolen van de dierenriem zijn aangebracht. Deze symbolen verwijzen naar de maand oktober die de keizer had hernoemd naar Herculus. Het geheel wordt bekroond door een pelta, het schild van de amazonen.

## Afbeelding

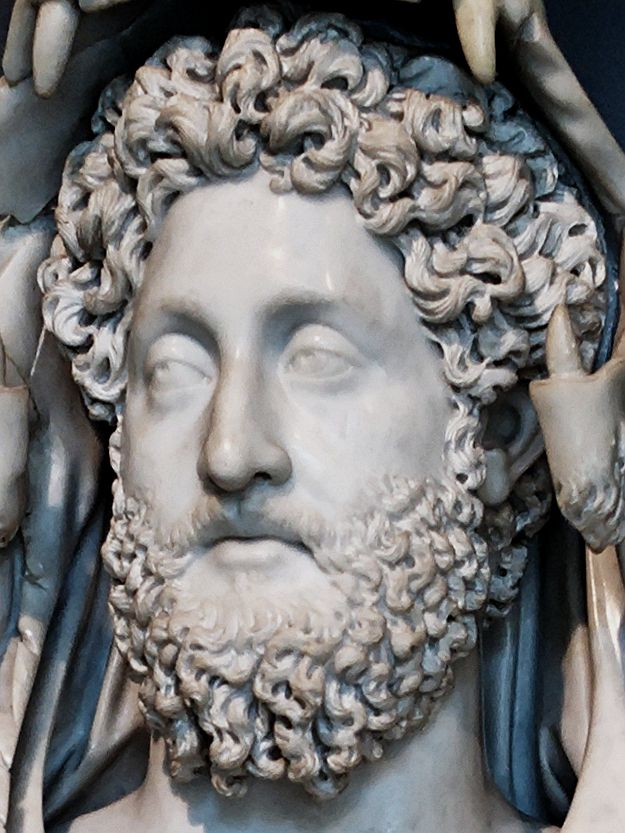
detail
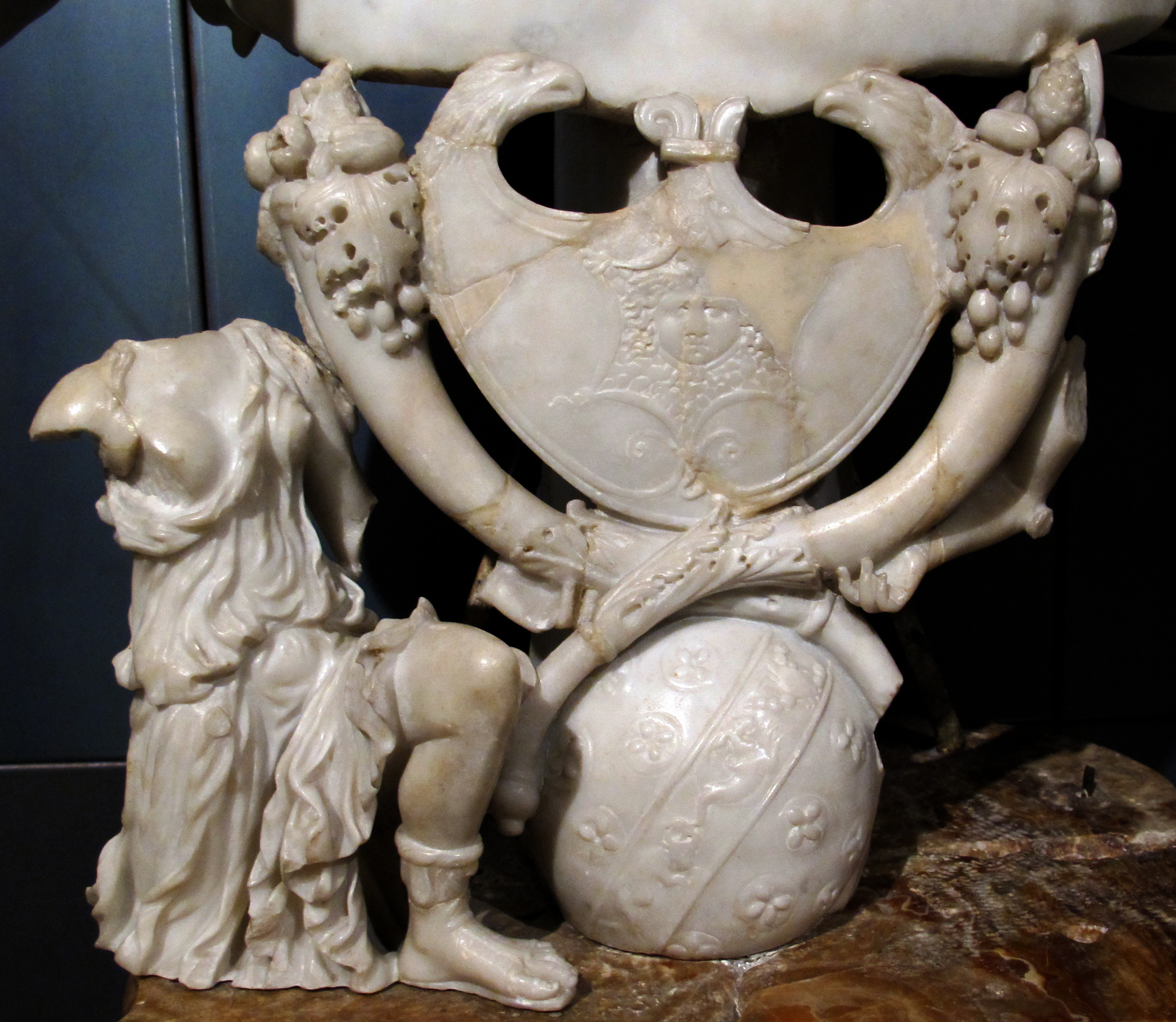
detail
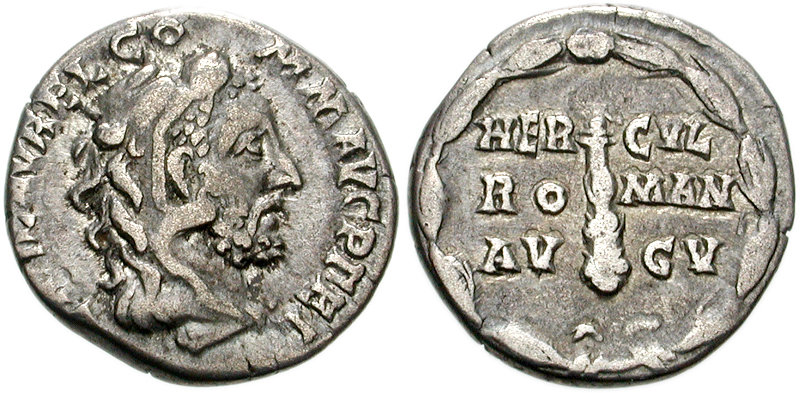
Denarius met Commodus als Hercules
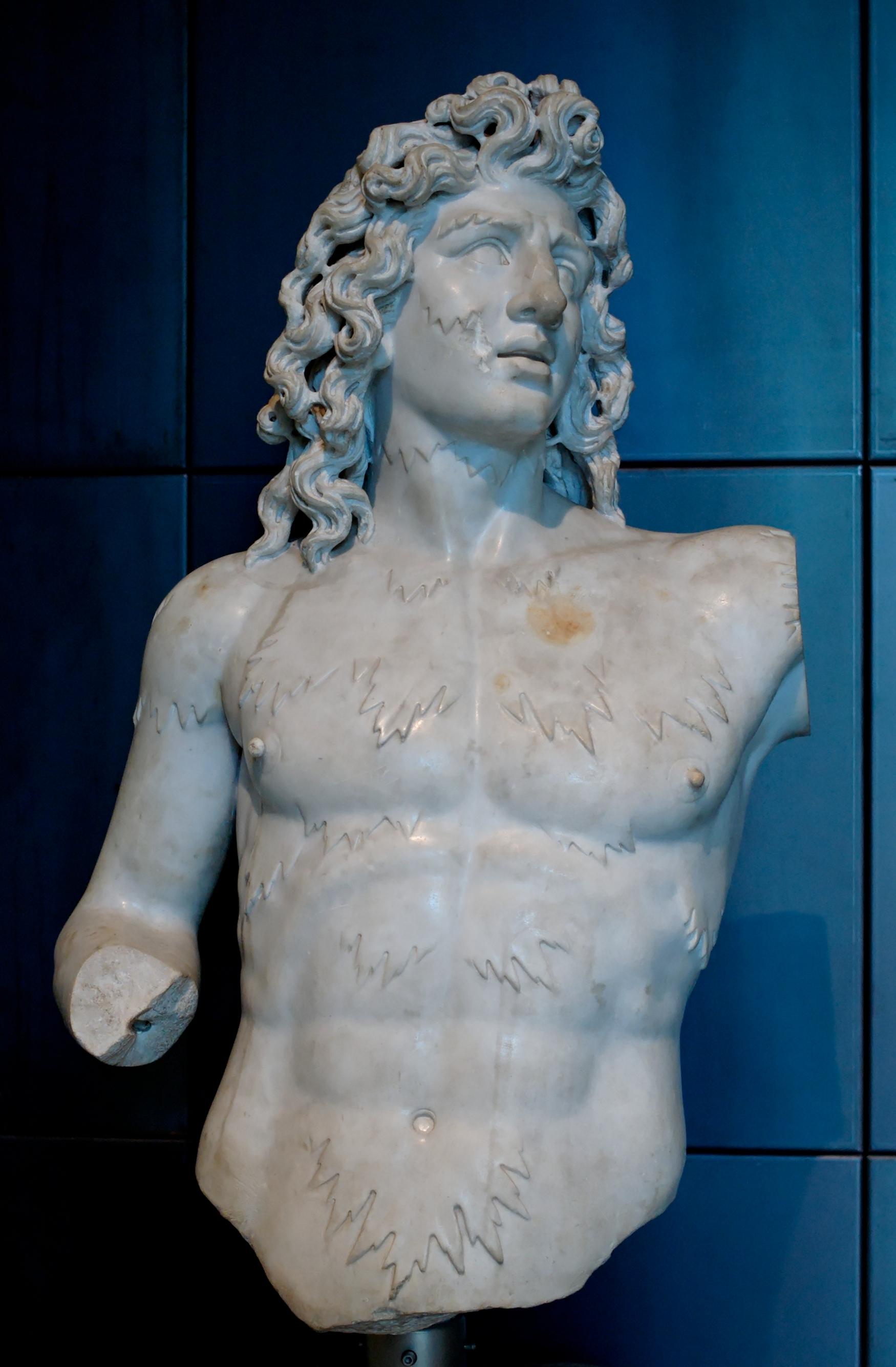
Linker Triton
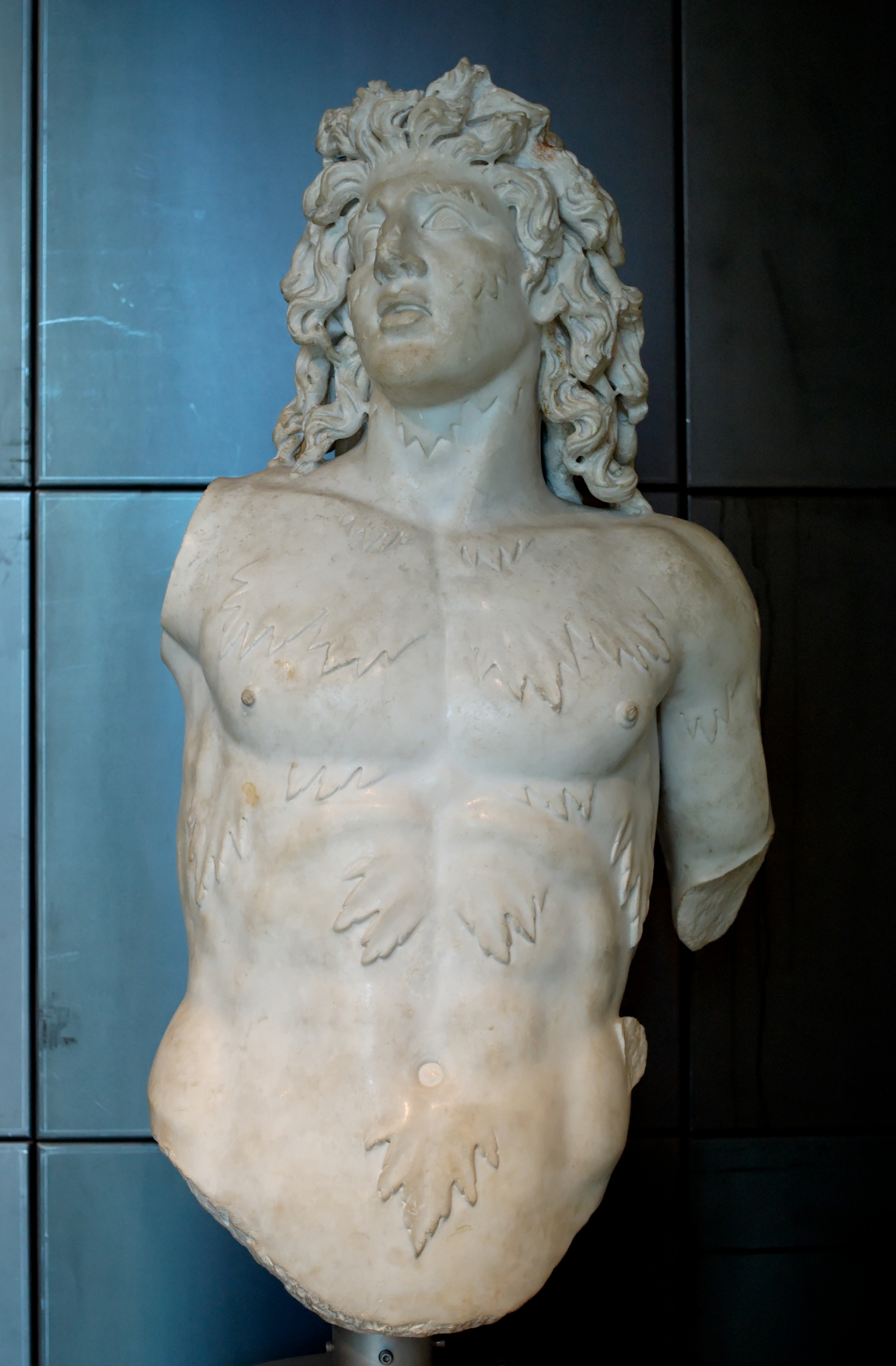
Rechter Triton
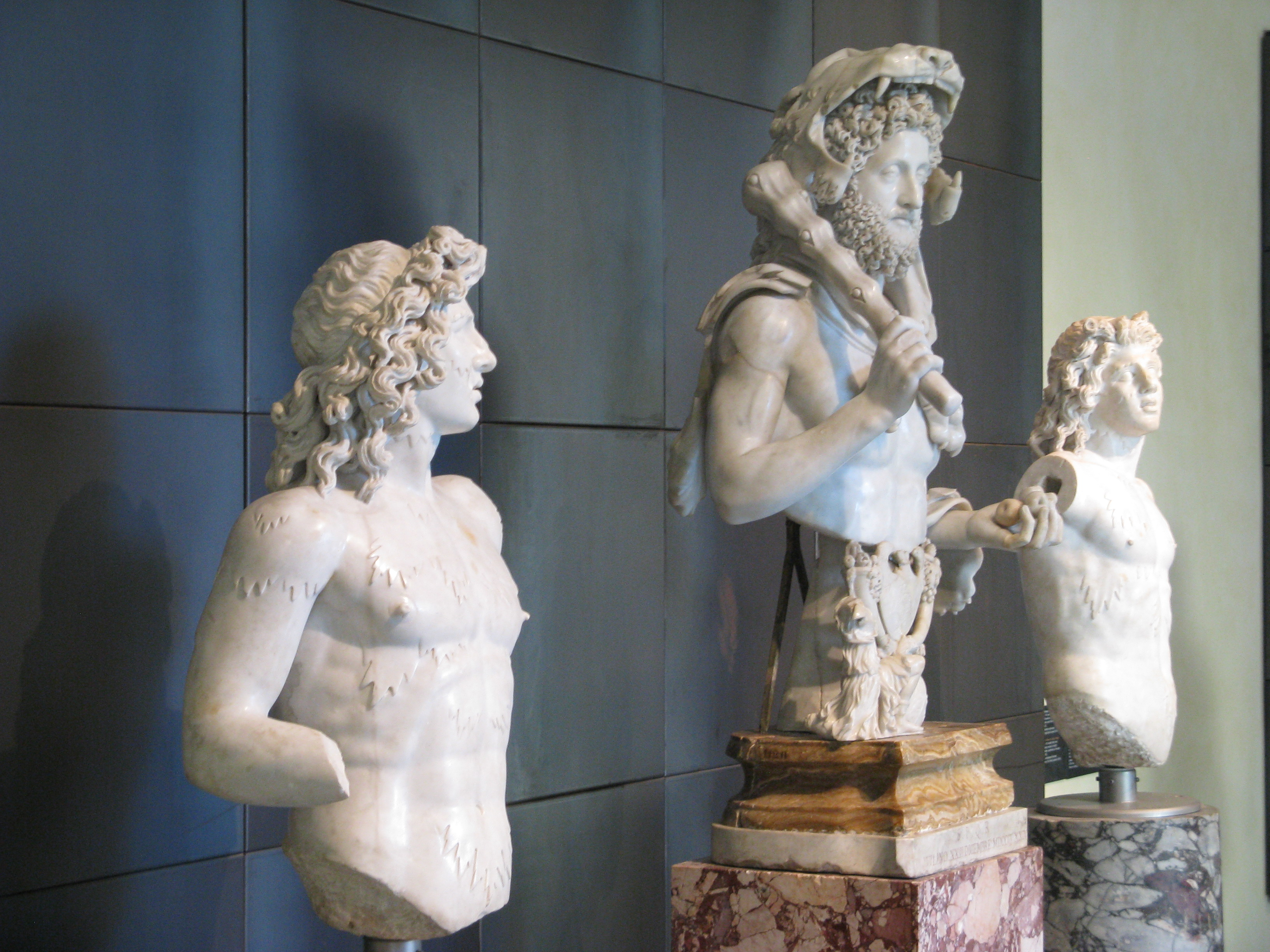
Volledige groep